# Paul Doyon
Paul Doyon (* 26. März 1903 in Montreal; † 20. August 1986 ebenda) war ein kanadischer Pianist und Organist.

## Leben und Wirken
Doyon, der im Alter von zwei Jahren erblindete, besuchte ab 1908 das Institut Nazareth, wo er Violine bei Camille Couture und Joseph-Jean Goulet, Gesang bei Alfred Lamoureux und Klavier und Orgel bei Arthur Letondal studierte. Als Gewinner des Prix d’Europa setzte er 1925–27 und 1929–30 seine Ausbildung an der Pariser École normale bei Nadia Boulanger (Harmonielehre und Kontrapunkt), Alfred Cortot (Klavier), Eugène Gigout und Louis Vierne (Orgel) sowie Raymond Gilles und Charles Panzéra (Gesang) fort. Ab 1937 nahm er sporadisch Unterricht bei Sigismond Stojowski in New York. Von 1922 bis zu seinem Tod war er Organist an der Kirche Notre-Dame-de-Grâce  in Montreal.
Als Pianist war Doyon erfolgreich mit César Francks Variations symphoniques, die er bei der CBC und verschiedenen Rundfunkstationen der USA spielte. 1951 unternahm er eine Konzertreise durch Neufundland, 1956 gab er Konzerte in den USA. Mit dem Detroit Symphony Orchestra spielte er 1957 Mozarts Klavierkonzert A-Dur und die Erstaufführung von Marcel Duprés Fantaisie für Klavier und Orchester.
An den Feierlichkeiten zum 100. Todestages von Louis Braille 1952 in Paris nahm er als offizieller Vertreter der Blinden Kanadas teil. 1969 wurde er zu einer Tournee durch Indien, Japan und Taiwan eingeladen, bei der er Klavier- und Orgelkonzerte gab. Als erster französischsprachiger Kanadier erhielt Doyon 1950 die Christian Culture Medal des Assumption College der University of Windsor als „herausragender Verteidiger christlicher Ideale“.

## Quelle
- The Canadian Encyclopedia - Paul Doyon

| Personendaten    | Personendaten                    |
| ---------------- | -------------------------------- |
| NAME             | Doyon, Paul                      |
| KURZBESCHREIBUNG | kanadischer Pianist und Organist |
| GEBURTSDATUM     | 26. März 1903                    |
| GEBURTSORT       | Montreal                         |
| STERBEDATUM      | 20. August 1986                  |
| STERBEORT        | Montreal                         |